# 巴卢·马亨德拉
巴拉纳坦·本杰明·马亨德兰（英語：Balanathan Benjamin Mahendran，1939年5月19日—2014年2月13日），又稱巴卢·马亨德拉（英語：Balu Mahendra），是一名印度電影攝影師、導演、編劇和電影剪輯師，曾在印度多個電影行業工作，主要從事坦米爾和馬拉雅拉姆電影的拍攝。馬亨德拉出生於斯里蘭卡，自幼酷愛攝影和文學，在斯里蘭卡的一次學校旅行中目睹大卫·利恩的《桂河大橋》（1957年）的拍攝過程後，他被電影製作所吸引。他從倫敦大學畢業後在斯里蘭卡政府擔任繪圖員，開始他的職業生涯。1966年，他移居印度，進入印度電影電視學院攻讀電影攝影課程。完成學業後，他於1970年代初進入馬拉雅拉姆擔任電影攝影師。
在擔任20多部電影的攝影師之後，馬亨德拉於1977年首次執導卡納達電影《Kokila》。此後，他在36年的時間裡執導了20多部電影。他與巴拉蒂拉賈和馬亨德蘭一起被視為泰米爾電影的潮流引領者。馬亨德拉被廣泛認為是一位作者論者，他的電影除了拍攝之外，通常還要進行編劇和剪輯。他曾獲得6項印度國家電影獎（包括2項最佳攝影獎）、5項南印度電影觀眾獎和多項州政府獎。在他職業生涯的末期，他在清奈創辦了一所電影學校，提供攝影、導演和表演課程。2014年2月13日，馬亨德拉因心臟驟停去世，享年74歲。